# Домашовиці (Опольське воєводство)
Домашовиці (пол. Domaszowice, нім. Noldau) — село в Польщі, у гміні Домашовиці Намисловського повіту Опольського воєводства.
Населення — 940 осіб (2011).

## Демографія
Демографічна структура станом на 31 березня 2011 року:
|          | Загалом | Допрацездатний вік | Працездатний вік | Постпрацездатний вік |
| -------- | ------- | ------------------ | ---------------- | -------------------- |
| Чоловіки | 466     | 87                 | 352              | 27                   |
| Жінки    | 474     | 93                 | 299              | 82                   |
| Разом    | 940     | 180                | 651              | 109                  |